# Sory
Sory – pokrywa solna pokrywająca gleby słone, najczęściej sołonczaki. Sory występują na pustyniach środkowej Azji.
Sory pojawiają się najczęściej wtedy, kiedy w czasie długotrwałej suszy okresowo wysychają jeziora słone, a grunt jest tak nasączony solą, że nie jest w stanie przyjąć jej więcej. Czasami sory mogą pojawiać się również w końcowym biegu wysychających rzek oraz na brzegach słonych jezior. Sory – z racji zasolenia oraz braku jakiegokolwiek humusu – są glebami typowo pustynnymi. W skład skorupy solnej sorów otaczających słone jeziora stepu w okolicach Kułundy wchodzą przede wszystkim tenardyt i halit, rzadziej trona i soda rodzima, a także kalcyt i dolomit.
W Kazachstanie sorami nazywane są również zagłębienia pokryte tego typu utworami.